# ماثيو إس. بيترسن
ماثيو إس. بيترسن (بالإنجليزية: Matthew S. Petersen) هو محامي أمريكي، ولد في 1970 في توررانسي في الولايات المتحدة.